# Agrostis aculeata
Agrostis aculeata é uma espécie de gramínea do gênero Agrostis, pertencente à família Poaceae.